# Tambopata (província)
Tambopata é uma província do Peru localizada na região de Madre de Dios. Sua capital é a cidade de Puerto Maldonado.

## Distritos da província
- Inambari
- Laberinto
- Las Piedras
- Tambopata